# 太陽直下点

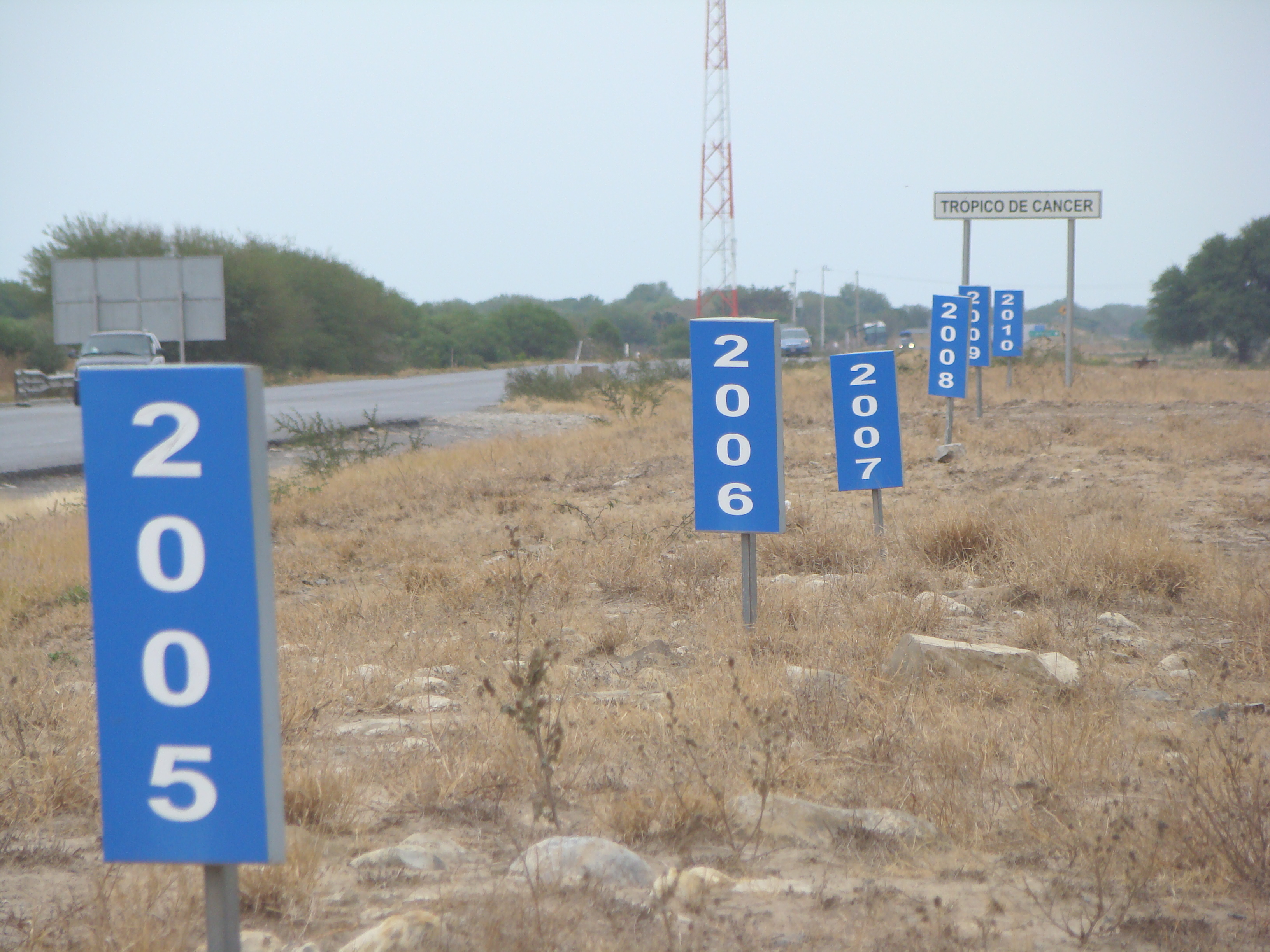
北回帰線の摂動による毎年の移動（メキシコで）

太陽直下点（たいようちょっかてん、英語: Subsolar point）とは太陽系の惑星上で太陽が天頂に来る場所をいい、太陽はその場所の平面に対して直角に照っている。また太陽系近くに来るあらゆる物体でも同様にそのような場所をいう。

## 地球上で

太陽直下点の原理

地球上では、太陽は北回帰線（北緯23度26分22秒）と南回帰線の間の地帯で、地球を直下に照らす機会が年に2回できる。  その時点にその地帯では、地上で直立する人や国旗掲揚用ポール（棒）に影ができないという現象が起こる。
6月の夏至は太陽直下点が北回帰線の上にある時、12月の冬至は太陽直下点が南回帰線の上にある時に起こる。3月の春分と9月の秋分は、太陽直下点が赤道上にある時になる。

## 地球上の各地で
太陽直下点について、各地の様子は：

### 台湾
台湾では、台中辺り（花蓮県と嘉義市）に北回帰線があるので、この南の高雄、台東などでは太陽直下点ができる。

### メキシコ
北・南回帰線の実際の位置は、おもに地球の摂動に依って、毎年多少ずれる。メキシコ・タマウリパス州の連邦道路83号線（Mexican Federal Highway 83）では、北回帰線が毎年多少移動するのを2005年から2010年まで標識（写真右上）で示している。

### ハワイ
米国ハワイ州では5月末と7月中旬に各地で、直立する人の影が消えるという現象が起こる。  ハワイ語で「kau ka la i ka lolo」（「太陽が頭脳の上を通る」の意味）と呼んで、この瞬間に人は宇宙と一体になり、不思議な力を得ると信じてきた。この現象の現代語は、1990年代にビショップ博物館によって行われたコンテストで、「ラハイナ・ヌーン」（Lahaina Noon＝ラハイナの正午）と名づけられた。 